# Antonio Garibaldo Quattrini
Antonio Garibaldo Quattrini (Morlupo, 1880 – Roma, 29 dicembre 1936) è stato uno storico e scrittore italiano.

## Biografia
Nasce nel 1880 a Morlupo. 
Ha curato ed annotato la Storia di Roma di Theodor Mommsen. Viene considerato un imitatore dello stile salgariano, ed in alcuni casi accusato di aver semplicemente copiato i libri di Salgari, cambiando a malapena i nomi dei personaggi.

## Scritti
- A Bordo: Lettere e bozzetti, Spezia, Tip. della Lega Navale Italiana di F. Zappa, 1899.
- Chi è il marinaro: scene della vita di bordo, Spezia, Tip. Zappa, 1901.
- La Tigre del Bengala - Avventure Indiane, Milano, Celli, 1903.
- La figlia del Corsaro, Milano, Milano Celli, 1903.
- Il Vascello Fantasma, Milano, Giacomo Gussoni, 1904.
- La setta del Crisantemo - Romanzo d'avventure giapponesi, Milano, Celli, 1904 (a dispense nel 1903)
- I naufraghi del Pacifico, Milano, Gussoni Giacomo, 1904. [scritto come C(laudio) Trinchettina]
- La Pietra filosofale - Romanzo, Como, Casa editrice Roma, 1905.
- Il pirata del nilo - Romanzo, Como, Casa editrice Roma, 1905.
- Il terrore della Sonda - Avventure di Mare, Bovisio (MI), Società editrice Roma, 1905.
- I Pirati neri - Romanzo, Como, Casa editrice Roma, 1906.
- La capitana del "Terror", Como, Casa editrice Roma, 1908.
- Il solitario del deserto, Como, Casa editrice Roma, 1908.
- Il Leone di Giava, Como, Società editrice Roma, 1909.
- Quelli del Mare - Racconti di guerra Navale del 1915, Quattrini editore, Firenze, 1916.
- Col Norge sulla via del Polo, con nota illustrativa di Umberto Nobile, Attilio Quattrini Editore, 1930.
- Cleopatra - Romanzo storico, Casa per Edizioni Popolari, Sesto S. Giovanni, 1934.
- Ecco l'Abissinia - S.I.T., 1935.